# 余振贵
余振贵（1946年—2019年8月18日），男，回族，江苏南京人，中华人民共和国伊斯兰教研究专家、政治人物。曾任宁夏社科院院长，中国伊斯兰教协会常务副会长，中国宗教界和平委员会秘书长，第十一届全国人民代表大会河北地区代表。

## 生平
毕业于复旦大学历史专业。2008年，担任全国人大常委会委员、全国人大民族委员会委员。